# Marcin Mielczewski
Marcin Mielczewski (1600 – settembre, 1651) è stato un compositore polacco dell'epoca barocca.
Fu probabilmente allievo di Franciszek Lilius, compositore di origine italiana. Dal 1638 divenne musicista presso il palazzo del Re Ladislao IV di Polonia a Varsavia. Sette anni dopo ottenne il posto di kapellmeister al servizio del vescovo polacco Karol Ferdynand Waza.
Come nel caso della maggior parte dei compositori polacchi, nella sua produzione troviamo opere in stile antico (prima prattica) e altre in stile moderno (seconda prattica). Alla prima prattica appartengono il mottetto Gaude Dei Genitrix, alla seconda si rifanno invece i concerti vocali-strumentali sacri Deus in nomine Tuo, Anima mea, Veni Domine, la messa Cerviensiana e la messa Triumphalis. 
Compose inoltre opere strumentali, tra cui 7 canzoni per 2 o 3 strumenti, e utilizzò la tecnica concertante in modo particolarmente efficace. La sua produzione è conservata soprattutto a Danzika, Berlino, Parigi, a riprova della sua popolarità.